# Associação TW Hydrae
A Associação TW Hydrae é uma grupo de aproximadamente trinta estrelas muito jovens localizadas a 50 parsecs, da Terra que compartilham um movimento comum e parecem ter a mesma idade, de 5 a 10 milhões de anos.